# Surenavan
Surenavan là một đô thị thuộc tỉnh Ararat, Armenia. Dân số ước tính năm 2011 là 2572 người.